# Reggie Miller
Reginald Wayne Miller (Riverside, Kalifornija, 24. kolovoza 1965.) umirovljeni je američki profesionalni košarkaš. Igrao je na poziciji bek šutera. Izabran je u 1. krugu (11. ukupno) NBA drafta 1987. od strane Indiana Pacersa. U svojoj osamnaestogodišnjoj NBA karijeri igrao je za Indiana Pacerse koje je i odveo u NBA finale 2000. godine. S američkom reprezentacijom osvojio je zlato na Svjetskom prvenstvu u Kanadi 1994. i na Olimpijskim igrama u Atlanti 1996. U vrijeme dok je igrao često se sučeljavao s najvećim navijačem Knicksa Spike Leeom. Umirovio se 2005. Danas radi kao košarkaški analitičar TV kuće TNT.

## Rani život
Reggie Miller rođen je 24. kolovoza 1965. u Riversidu u saveznoj državi Kaliforniji. Reggie je rođen s poremećajem kuka zbog čega nije mogao normalno hodati i sve do pete godine nosio je proteze na nogama. Međutim kako je Reggie rastao, njegovi kukovi i noge počele su se ispravljati. Reggie je bio četvrto od ukupno petero djece (tri brata i dvije sestre). Najstariji Reggiev brat Saul Jr. je glazbenik, brat Darrell je bio profesionalni igrač bejzbola, sestra Tammy je igrala odbojku na sveučilištu Californija State u Fulteronu, a za sestru Cheryl, koja je igrala košarku na sveučilištu Southern California, govori se da je najbolja košarkašica ikad. Bila je članica američke reprezentacije koja je na Olimpijskim igrama u Los Angelesu 1984. osvojila zlatnu medalju, a danas je košarkaška analitičarka na TNT-u. Sestra Cheryl i Reggie često su igrali 1 na 1, a ona ga je redovito dobivala. Ovu tradiciju su prekinuli nakon Reggievog odlaska u profesionalce. 

## Sveučilište
Miller je pohađao Riverside Polytechnic High School. Potom se odlučio na pohađanje sveučilišta UCLA. Tijekom sezone 1984./85. s Bruinsima osvaja NIT natjecanje. Na četvrtoj godini sveučilišta, u sezoni 1986./87., odvodi Bruinse do NCAA natjecanja. U prvom krugu NCAA natjecanja protiv sveučilišta Central Michigan, Reggie je zabio 32 poena, da bi nakon toga u drugom krugu zabio 24 koša u porazu od Wyominga. Jedna od nezaboravnih Reggievih izvedbi dogodila se 24. siječnja 1987. u utakmici protiv sveučilišta Notre Dame. Reggie je pogodio odlučujući koš s udaljenosti od 7.3 metra za pobjedu svojih Bruinsa 61-59. Zadnju utakmicu za Bruinse, Reggie je odigrao protiv sveučilišta u Wyomingu. Sveučilišnu karijeru završio je s 2095 poena, a samo je Kareem Abdul-Jabbar zabio više od njega (kasnije ih je obojicu prestigao Don MacLean).

## NBA karijera
Miller je izabran kao 11. izbor NBA drafta 1987. od strane Indiana Pacersa. Međutim njegovo drafiranje uznemirilo je navijače Pacersa koji su željeli lokalnog junaka Stevea Alforda, zvijezdu sveučilišta Indiana. Navijači su dosta negodovali i zviždali. Miller je izabrao broj 31 i bio rezervni bek šuter Johnu Longu. Ulazivši s klupe, u rookie sezoni Reggie je prosječno bilježio 10 poena i na kraju sezone izabran je u All-Rookie drugu petorku. Pogodio je i 61 tricu, što je u to vrijeme bio rekord, najviše pogođenih trica u rookie sezoni. Već u drugoj sezoni Miller pokazuje da će biti sjajan igrač, od 74 utakmice startao je u njih 70, uz prosjek od 16 koševa po utakmici. U sezoni 1989./90., njegovoj trećoj sezoni, Miller je startao sve 82 utakmice, te je izabran na svoju prvu od pet All-Star utakmica. Na kraju sezone imao je prosjek od 24.6 poena po utakmici. To mu je ujedno i najviši prosjek u jednoj sezoni. Također te je sezone započeo niz od 12 uzastopnih sezona s prosjekom od 18+ poena po utakmici, te se time pridružio velikanima kao što su Jerry West, Kareem Abdul-Jabbar, John Havlicek, Elvin Hayes, Moses Malone, Charles Barkley i Karl Malone kao jedinima kojima je to uspjelo. U sezoni 1993./94. Miller odvodi Pacerse do doigravanja. U finalu Istoka susreću se s New York Knicksima. U finalu Istoka Miller svojim sjajnim izvedbama, pogotovo u petoj utakmici, odvodi Pacerse do omjera 3-2, ali na kraju Knicksi ipak odnose pobjedu i prolaze u NBA finale. 
7. svibnja 1995. tijekom prve utakmice polufinala Istoka protiv Knicksa, Miller je izveo nezaboravni potez u povijesti doigravanja. Činilo se da su Pacersi izgubljeni, gubili su šest razlike 16 sekundi prije kraja utakmice, a tada Reggie pogađa tricu. Nakon toga je ukrao loptu dok su je Knicksi izvađali sa strane i umjesto da ide u reket, on je napravio korak unatrag i pogodio tricu. Nekoliko trenutaka kasnije fauliran je nakon što je pokupio skok u obrani. Pogađa oba slobodna bacanja, a nakon toga Knicksi više nisu zabili koš. Pacersi su dobili utakmicu rezultatom 107:105. Pobijedili su Knickse u sedam utakmica, a u finalu Istoka Orlando je bio bolji i pobjeđuje Pacerse također u sedam utakmica. Nekoliko utakmica prije kraja sezone 1995./96. Miller je ozljedio oko. Nije mogao igrati 8 utakmica u nizu. Na terene se vratio u prvom krugu doigravanja u petoj utakmici protiv Atlanta Hawksa. U petoj utakmici nosio je zaštitne naočale i uspio postići 29 koševa, ali ipak Hawksi su pobijedili i prošli dalje. U sezoni 1997./98. Pacersi ponovno ostvaruju finale Istoka, ali ovaj puta protiv Chicago Bullsa. Nakon što su Bullsi vodili 2-1, u četvrtoj utakmici serije, 25. svibnja 1998. Miller je pogodio tricu 0,7 sekundi prije kraja za pobjedu svojih Pacersa 96:94. Ipak, Bullsi su dobili ovu seriju u sedam utakmica i na kraju predvođeni Jordanom u finalu su svladali Utah Jazze 4-2 i osvojili šesti NBA naslov u osam godina. 
6. svibnja 2000. u prvoj utakmici polufinala Istoka, protiv Philadelphia 76ersa, Miller i njegov suigrač Jalen Rose postižu svaki 40 poena. Time su postali najefikasniji suigrači u jednoj utakmici doigravanja. Pacersi su dobili utakmicu rezultatom 108:91 i na kraju dobili seriju rezultatom 4-2. Pacersi ponovno prolaze u finale Istoka gdje konačno pobijeđuju Knickse u šest utakmica i prolaze u NBA finale. U NBA finalu susreli su se s Los Angeles Lakersima, predvođeni Shaquilleom O'Nealom i Kobeom Bryantom. Pacersi gube u šest utakmica te ostaju bez naslova. Tijekom te serije Reggie je prosječno postizao 24.3 poena. U doigravanju 2002. godine Miller je zamalo izbacio favorizirane New Jersey Netse. U prvom krugu doigravanja, u posljednjoj petoj utakmici, Miller je postigao ukupno 31 poen, uključujući tricu sa zvukom sirene s daljine od 12 metara i time odveo utakmicu u produžetak. Na kraju prvog produžetka postigao je zakucavanje kojim je Pacerse odveo u drugi produžetak. Unatoč Reggievoj sjajnoj igri, Netsi dobivaju drugi produžetak i izbacuju Pacerse iz doigravanja. Pri zalasku karijere dobio je značajnu pomoć. U Pacerse je doveden Jermaine O'Neal koji je u tandemu s Millerom trebao osvojiti NBA prsten s kojim bi Reggie okrunio svoju briljantnu karijeru. Međutim ova potez nije previše pomogao Reggieu i Pacersima jer nisu ostvarili ponovni ulazak u NBA finale i moguće osvajanje NBA naslova.
Tijekom doigravanja 2004. Miller je odlučio prvu utakmicu finala Istoka. Pola minute prije kraja utakmice kod rezultata 74:74 Miller je postigao tricu, a potom šest sekundi prije kraja utakmice postigao je i posljednji koš iz slobodnog bacanja. Utakmica je završila rezultatom 78:74. Ipak, Pistonsi su bili prejaki za Millerove Pacerse i izbacili su ih iz doigravanja u šest utakmica. U sezoni 2004./05. Miller je sudjelovao u velikoj tučnjavi između igrača Detroit Pistonsa i Indiana Pacersa. Bio je kažnjen s 1 utakmicom neigranja dok je maksimalnu kaznu dobio Ron Artest od 86 utakmica neigranja (72 utakmice u regularnom dijelu i 14 u doigravanju). Svoju posljednju utakmicu u dresu Pacersa odigrao je 19. svibnja 2005. u utakmici protiv Detroit Pistonsa. Postigao je 25 poena u porazu svojih Pacersa 88:79. Iz igre je izašao 15.7 sekundi prije kraja uz ovacije cijele dvorane, a gostujući trener pozvao je time-out kako bi se i igrači Pistonsa mogli pridružiti ovacijama. Svoju osamnaestogodišnju NBA karijeru završio je s 25 279 poena i time je postao 13. strijelac svih vremena u NBA povijesti. Također drži rekord po broju ubačenih trica sa svojih 2 560 trica, a najbliži pratitelj mu je Ray Allen. Samo od plaća zaradio je oko 105 000 000 $ u karijeri.

### Rivalstvo s Knicksima
Ovo rivalstvo počelo je devedesetih godina 20. stoljeća. Reggie je uživao igrati u utakmicama protiv New York Knicksa, a posebno su zanimljivi i nezaboravni verbalni dvoboji Reggiea i najpoznatijeg navijača New York Knicksa među poznatima zvijezdama, redatelja Spike Leea. Njih dvojica redovito su se međusobno sukobljavala jer je Leeju smetalo što su Knickse upravo Reggievi clutch šutevi izbacivali iz doigravanja. Tijekom tog razdoblja Reggie je dobio nadimak The Knick Killer. U jednoj od epizoda Seinfelda, jedne od najpopularnijih humorističnih serija ikad, Kramer govori da je izbačen s utakmice Knicksa i Pacersa jer je na Reggiea bacio hot dog. 

### Umirovljenje
U kolovozu 2005. Reggie je objavio da se pridružuje TV kući TNT kao košarkaški analitičar NBA utakmica. 30. ožujka 2006. u poluvremenu utakmice Reggieu je umirovljen dres s brojem 31. Reggie trenutno radi u TV kući TNT i urednik je kratke emisije "Reggie's Mailbag" te gostuje u emisiji "Inside the NBA."

### Mogući povratak
8. kolovoza 2007. ESPN je objavio priču kako bi se Reggie trebao vratiti profesionalnoj košarci i zaigrati za Boston Celticse. Reggie je dugo razmišljao o toj ponudi, a glavni razlog je bila mogućnost osvajanja tako željenog NBA prstena uz vrlo dobru momčad predvođenu Rayom Allenom, Paulom Piercom i Kevinom Garnettom. 24. kolovoza 2007. na svoj 42. rođendan, Reggie je ipak odlučio odbiti ponudu Celticsa i ostati u mirovini. Na konferenciji za novinare izjavio je:„Fizički bih sve još nekako i podnio. Ali problem je mentalne prirode. Ako se opredijelite za takvu odluku morate biti perfektno sigurni da ste to spremni podnijeti u glavi.“

## Reprezentacija
Reggie je bio član momčadi koja je osvojila zlato na Svjetskom prvenstvu u Kanadi 1994. i Olimpijskim igrama u Atlanti 1996. Također je nastupio i na Svjetskom prvenstvu u Indianapolisu 2002. ali je ta momčad natjecanje završila na razočaravajućem 6. mjestu. 

## Nezaboravne utakmice doigravanja
- 1994., finale Istoka protiv Knicksa, 5. utakmica u New Yorku - Reggie je zabio 25 koševa u četvrtoj četvrtini, a u toj četvrtoj pogodio je i pet trica. Postigao je 39 koševa.
- 1995., polufinale Istoka protiv Knicksa, prva utakmica u New Yorku: zabio je osam uzastopnih koševa u samo 8,9 sekundi. Činilo se da su Pacersi izgubljeni, gubili su šest razlike 16 sekundi prije kraja utakmice, a tada Reggie pogađa tricu. Nakon toga je ukrao loptu dok su je Knicksi izvađali sa strane i umjesto da ide u reket, on je napravio korak unatrag i pogodio tricu. Nekoliko trenutaka kasnije fauliran je nakon što je pokupio skok u obrani. Pogađa oba slobodna bacanja, a nakon toga Knicksi više nisu zabili koš. Pacersi su dobili utakmicu 107:105.
- 1996., 1. krug doigravanja protiv Hawksa, 5. utakmica u Indiani. Reggie se vratio nakon ozljede oka zbog koje je pauzirao osam utakmica. U 5. utakmici zabio je 29 koševa, uključujući 16 u 4. četvrtini. Na kraju su Hawksi dobili utakmicu s dva razlike.
- 1998., polufinale Istoka protiv Knicksa, četvrta utakmica u New Yorku: 5,9 sekundi prije kraja utakmice Reggie pogađa tricu kojom je izborio produžetak. Pacersi dobivaju u produžetku, a Reggie je zabio 38 koševa.
- 1998., finale Istoka protiv Bullsa, četvrta utakmica u Indiani: igrajući s iščašenim zglobom pogađa tricu 0,7 sekundi prije kraja utakmice s kojom su Pacersi izjednačili omjer u seriji na 2-2.
- 2000., finale Istoka protiv Knicksa, šesta utakmica u New Yorku: Reggie je zabio 34 koša, uključujući 17 u 4. četvrtini odvevši Pacerse u prvo NBA finale u povijesti kluba.
- 2001., prvi krug doigravanja protiv Philadelphia 76ersa, prva utakmica u Philadelphiji. Pogodio je koš za pobjedu tri sekunde prije kraja utakmice. Posljednje tri utakmice u toj seriji Miller je prosječno postizao 36 poena, ali i to nije bilo dovoljno za prolaz u drugi krug.
- 2002., prvi krug doigravanja protiv Netsa, peta utakmica u New Jerseyu. U odlučujućoj 5. utakmici protiv Netsa, Miller je zabio 31 koš. U posljednjoj sekundi utakmice Reggie pogađa tricu sa zvukom sirene s daljine od 12 metara i time odvodi utakmicu u produžetak. Na kraju prvog produžetka postigao je zakucavanje kojim je Pacerse odveo u drugi produžetak. Unatoč Reggievoj sjajnoj igri, Netsi dobivaju drugi produžetak i izbacuju Pacerse iz doigravanja.

## Vanjske poveznice
- Profil na NBA.com
- Profil  Arhivirana inačica izvorne stranice od 3. travnja 2013. (Wayback Machine) na Basketball-Reference.com
- Povijesni profil na NBA.com
- Sažetak karijere na NBA.com
- Mogući povratak na ESPN.com